# استان کالینینگراد

استان کالینینگراد در نقشهٔ روسیه.

استان کالینینگراد (روسی: Калининградская область، تلفظ: کالینینگرادسکایا اُبلاست) یکی از واحدهای فدرال روسیه است. این واحد فدرال در کرانه دریای بالتیک واقع است.

## تاریخچه
کالینینگراد را شوالیه‌های تتونیک در سده ۱۳ میلادی بنیان گذاشتند. پس یکی از شهرهای اتحادیه هانسی شد و زمانی پایتخت پروس بود. بزرگ‌ترین شهر آن که مرکز این استان هم هست شهر کالینینگراد است. این شهر که پیشتر کونیگسبرگ (به معنی شاهکوه) نام داشت مرکز پروس خاوری بود و پس از پایان جنگ جهانی دوم و در سال ۱۹۴۶ میلادی به کنترل اتحاد جماهیر شوروی سوسیالیستی و جمهوری فدراتیو سوسیالیستی روسیه شوروی 
درامد
پس از فروپاشی اتحاد جماهیر شوروی و پیوستن لیتوانی به اتحادیه اروپا ترابری زمینی بین کالینینگراد و سرزمین اصلی روسیه بدون عبور از قلمرو دستکم یکی از کشورهای اتحادیه اروپا ناممکن شد و بر سر مقررات رفت‌وآمد از لیتوانی مشکلات زیادی پدید آمد. کالینینگراد برای تأمین نیازهای خود به شدت به ترابری ریلی از لیتوانی وابسته است.

## جغرافیا

استان کالینینگراد یکی از بخش‌های ناحیه فدرالی شمال غربی به‌شمار می‌آید.
استان کالینینگراد از بقیه خاک روسیه جدا است و به همراه مدوژیه-سانکووا دو برون‌بوم فدراسیون روسیه را تشکیل می‌دهند. استان کالینینگراد توسط لیتوانی، لهستان و کرانه‌های دریای بالتیک محاصره شده‌است.

## موقعیت نظامی
کالینینگراد منطقه‌ای راهبردی و مرکز ناوگان نیروی دریایی روسیه در دریای بالتیک است و برای روسیه اهمیت راهبردی بالایی دارد. کالینینگراد تنها بندر بدون یخ روسیه در اروپا است.
در سال ۲۰۱۳ روسیه موشک‌های بالستیک کوتاه‌برد اسکندر با قابلیت حمل کلاهک هسته‌ای را در کالینینگراد مستقر کرد. دولت روسیه این کار را واکنش به برنامه آمریکا برای استقرار سامانه دفاع موشکی بالستیک در اروپا اعلام کرد.

## اقتصاد
در دوره شوروی، کشاورزی منبع اصلی اقتصاد کالینینگراد بود. اما پس از فروپاشی اتحاد جماهیر شوروی بازارهای محصولات کشاورزی خود را از دست داد ودر اوایل دهه ۱۹۹۰ اقتصاد آن ویران شد. این موضوع باعث بیکاری و فقر گسترده به‌ویژه در مناطق روستایی کالینینگراد و گسترش جرائم سازمان‌یافته و قاچاق موادمخدر شد.
در تلاش حل مشکلات، در سال ۱۹۹۶ دولت روسیه امتیاز منطقه ویژه اقتصادی به کالینینگراد داد که باعث جذب سرمایه‌گذاری شد و رشد اقتصادی و افزایش تولید صنعتی آن منطقه شد. رشد اقتصادی به جایی رسید که در سال ۲۰۰۷ یک فرودگاه تازه با ۴۵ میلیون دلار سرمایه‌گذاری در آن افتتاح شد. همچنین تجارت با اتحادیه اروپا رشد کرد بود.
با گسترش بحران مالی ۲۰۱۲–۲۰۰۷ در آغاز سال ۲۰۱۰ بیکاری در کالینینگراد به بیش از ۱۰ درصد رسید که در آن زمان بالاتر از میانگین بیکاری در دیگر مناطق روسیه بود.
امروز حضور نیروهای نظامی روسیه در کالینینگراد اصلی‌ترین ستون اقتصاد این منطقه است.

## جنگ اوکراین
پس از حمله ۲۰۲۲ روسیه به اوکراین در ژوئن ۲۰۲۲ دولت لیتوانی از ۱۷ ژوئن ۲۰۲۲ دستورالعمل‌های کمیسیون اروپا را به اجرا گذاشت و ترابری ریلی به کالینینگراد را قطع کرد.